# 小行星541132
小行星541132（Leleākūhonua，臨時編號：2015 TG387）是一顆海王星外天體，暱稱為「哥布林」，於2015年10月13日經由夏威夷毛納基山天文台發現。小行星541132是繼塞德娜和2012 VP113之後發現的第三顆類塞德娜天體，其直徑約為350公里（220英里）。

## 發現史
2015年10月13日，毛納基山天文台（T09）首次觀測到2015 TG387，美國天文學家大衛·J·托倫、斯科特·謝潑德和乍德·特魯希略在調查古柏斷崖外天體中首次觀測到該天體。非正式發現於2018年10月1日公開宣布。該調查使用兩個望遠鏡：北半球昴星團望遠鏡及夏威夷毛納基山天文台超級望遠鏡、南半球托洛洛山美洲際天文台布蘭科望遠鏡及暗能量巡天。天文學家正在使用麥哲倫望遠鏡和探索頻道望遠鏡確認該天體的軌道。該次巡天也發現2012 VP113、2014 SR349和2013 FT28。

## 編號和命名
這顆小行星於2019年10月10日由小行星中心編號為「541132」（M.P.C. 117077）。2020年6月，正式命名為「Leleākūhonua」，'它一直飛到陸地出現'。這個名字是夏威夷語課程的學生A Hua He Inoa建議的。這個物體讓學生們想起了「古萊阿」（英語：kolea）或太平洋金斑鴴的遷徙，它從阿拉斯加遷徙到夏威夷。英文對這個名字的描述稱「將軌道比作候鳥的飛行，喚起人們對接近陸地的渴望或嚮往」（夏威夷語：「me he manu i ke ala pōʻaiapuni lā, he paʻa mau nō ia i ka hui me kona pūnana i kumu mai ai 」；它就像一隻盤旋在太陽軌道上的鳥，它永遠在尋找回家的背風。）。